# Henri de Groitzsch
Henri de Groitzsch (né vers 1090 et mort le 31 décembre 1135), fut  margrave de la Marche de l'Est saxonne en 1128 et margrave de Lusace de 1131 jusqu'à sa mort. 

## Biographie
Henri de Groitzsch est le second fils de Wiprecht de Groitzsch et de Judith, fille du roi Vratislav II de Bohême. Après la mort de son père il lui succède en 1124 comme burgrave de Magdebourg mais il ne peut pas s'imposer dans les marches de Misnie de Lusace et la Marche de l'Est saxonne.
En 1128, il est cependant nommé  margrave de la Marche de l'Est saxonne retirée à Albert l'Ours et en 1131 Margrave de Lusace et avoué de l'abbaye de Neuwerk près de Halle. Mais ses prétentions à obtenir la Marche de Misnie que son père avait également contrôlée n'aboutissent pas face à Conrad Ier le Pieux. Avec son épouse Berthe ils fondent le monastère de Bürgel en 1133.  Henri meurt à Mayence en 1135.

## Union
Henri avait épousé Berthe de Gelnhausen (morte après 1137) leur union sera stérile et Groitzsch reviendra à sa sœur Berthe.

## Source
- (en) Cet article est partiellement ou en totalité issu de l’article de Wikipédia en anglais intitulé « Henry of Groitzsch » (voir la liste des auteurs), édition du 27 avril 2014.